# ورگس، کاتالونیا
ورگس، کتلنیا (به اسپانیایی: Verges, Catalonia) یک شهرستان در اسپانیا است که در استان خرنا واقع شده‌است.

## خصوصیات
ورگس ۹٫۷ کیلومترمربع مساحت و ۱٬۱۶۲ نفر جمعیت دارد و ۲۳ متر بالاتر از سطح دریا واقع شده‌است.